# Tetracoccus dioicus
Tetracoccus dioicus là một loài thực vật có hoa trong họ Picrodendraceae. Loài này được Parry miêu tả khoa học đầu tiên năm 1885.

## Hình ảnh

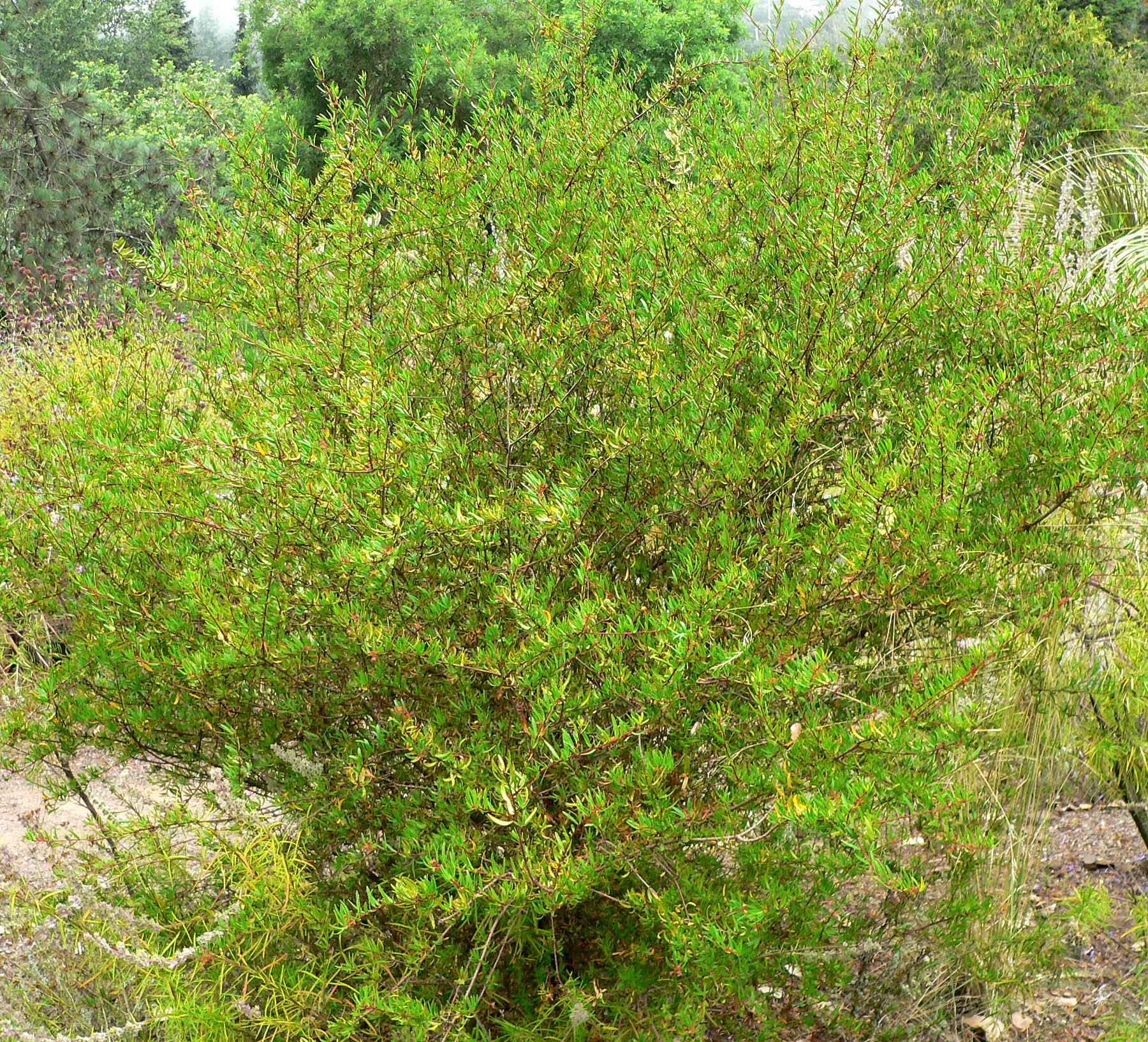
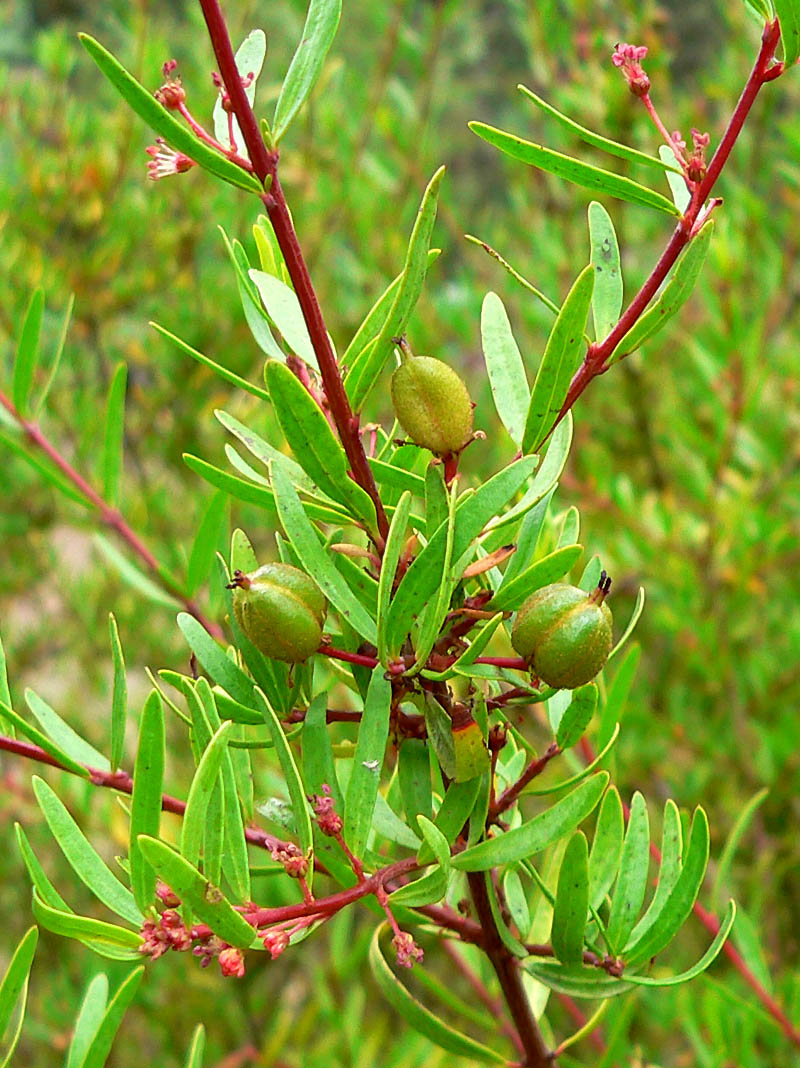
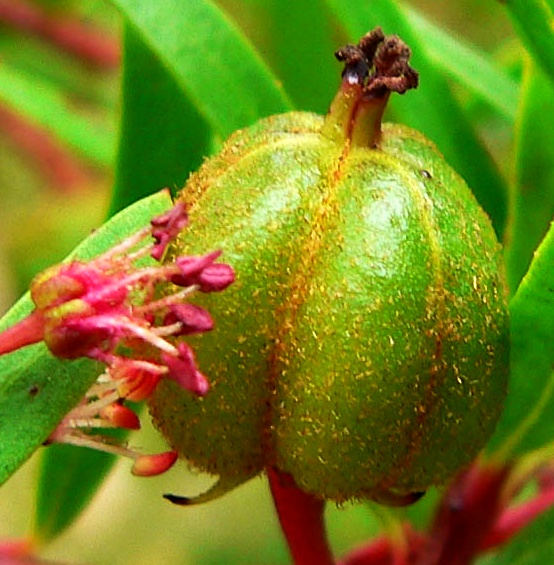